# Digitale onsterfelijkheid
Digitale (of virtuele) onsterfelijkheid is de hypothetische mogelijkheid om de persoonlijkheid van een bestaand persoon duurzaam in computers op te slaan. Met de herinneringen, meningen en ideeën van een persoon, mede gevoed door zijn/haar digitaal archief, zou een soort avatar kunnen worden geschapen, die na overlijden van die persoon digitaal aanwezig blijft. De avatar zou moeten "denken, reageren en zich gedragen" als de overleden persoon. Daarbij is het nog de vraag of zo'n avatar een statische kopie zou moeten zijn, of dat het personage zich nog verder zou moeten kunnen ontwikkelen.
Het concept stoelt deels op ideeën van het transhumanisme, een speculatieve filosofische stroming die probeert om de door de natuur gestelde grenzen van het menselijke bestaan te doorbreken. Een zeker deel van de transhumanisten meent dat digitale onsterfelijkheid rond het jaar 2045 mogelijk zou moeten zijn.

## Onderzoek
In 2000 schreven de informatici Gordon Bell en Jim Gray een artikel voor Microsoft Research. Daarin stellen zij vast dat één vorm van virtuele onsterfelijkheid reeds bestaat: die van de beroemdheid, bijvoorbeeld met bewaarde geschriften en ideeën. Ze denken dat de eerste lijn van virtuele onsterfelijkheid in die richting gezocht moet worden: de mogelijkheid (voor iedereen) om zijn herinneringen en gedachten na de dood nog met anderen kunnen delen. Een tweede lijn zou er dan voor moeten zorgen dat mensen in de toekomst nog met "iets" van overleden personen kunnen communiceren, waardoor dat iets blijft ervaren en dus leren.
Een aantal instellingen onderzoekt delen van het concept en volgt sporen die mogelijk tot realisatie van het concept kunnen leiden, of hebben dat reeds gedaan. Bell en Gray becijferen onder meer dat het opslaan van elk gesprek dat een mens in zijn leven voert, minder dan 1 terabyte aan ruimte kost, alle muziek die hij beluistert het vijfvoudige.
De Amerikaanse National Science Foundation stelde twee universiteiten samen een half miljoen dollar beschikbaar voor onderzoek naar overtuigende digitale representatie van personen, met behulp van kunstmatige intelligentie, archivering en digitale animatie. Het Digital Immortality Institute onderzoekt of en hoe de avatars toegang tot internet moeten hebben en houden. Verder onderzoekt deze instelling hoe de avatars door de personen die ze weergeven kunnen worden gevoed, gefixeerd en beveiligd. Google benoemde uitvinder Raymond Kurzweil tot directeur van het Google Brain project, dat tot doel heeft sommige aspecten van het menselijk brein na te bootsen. Kurzweil is een van de futuristen die menen dat het concept rond 2045 haalbaar zou moeten zijn.
Het 2045 initiative van de Rus Dmitry Itskov heeft als doel het "overbrengen van iemands persoonlijkheid naar een niet-biologische omgeving, waarmee het 'zijn' tot in de eeuwigheid kan worden verlengd." Het bedrijf Eternime zegt nu al in staat te zijn een digitale representatie te voeden met alles wat mensen doen op sociale media, via Google, e-mail en dergelijke. Elders meldt het bedrijf dat het nog lang zal duren voordat een overtuigende representatie werkelijkheid is. Thans zou Eternime nog de weg van het cryonisme bewandelen: eerst conserveren, de technologie komt later wel.

### Realisatie
Realisatie van het concept zou dan ook twee hoofdwegen moeten bewandelen. Ten eerste het archiveren en digitaliseren van de persoonlijkheid van mensen. En ten tweede het onderbrengen daarvan in een goed gelijkende avatar en die vervolgens "tot leven wekken". Daarna zou een proces van kalibreren moeten volgen, met en door de nog levende persoon. Ten slotte zijn inspanningen nodig om de avatar te fixeren en beveiligen, desgewenst zodanig dat deze nog kan ervaren en leren.

### Brein
Uitvoering van het concept digitale onsterfelijkheid loopt voor een groot deel parallel met onderzoek naar kunstmatige intelligentie. Goeddeels dezelfde futuristen die een haalbaarheid rond 2045 voorspellen, brengen het in verband met de technologische singulariteit, het moment dat sommige computers even goed zullen zijn als het menselijk brein. Een deel van hen meent dat een overtuigende avatar zo'n supercomputer zou moeten meekrijgen om werkelijk digitaal onsterfelijk te kunnen zijn.

## Haalbaarheid
Alle bronnen menen dat het concept op zekere termijn uitvoerbaar zal zijn. Toch staan anno 2017 nog veel kwesties open, in eerste aanleg op het terrein van de techniek. Daarnaast kunnen er nog sociale en juridische kwesties opdoemen, en mogelijk ook religieuze.